# Orde van de Ster in het Oosten

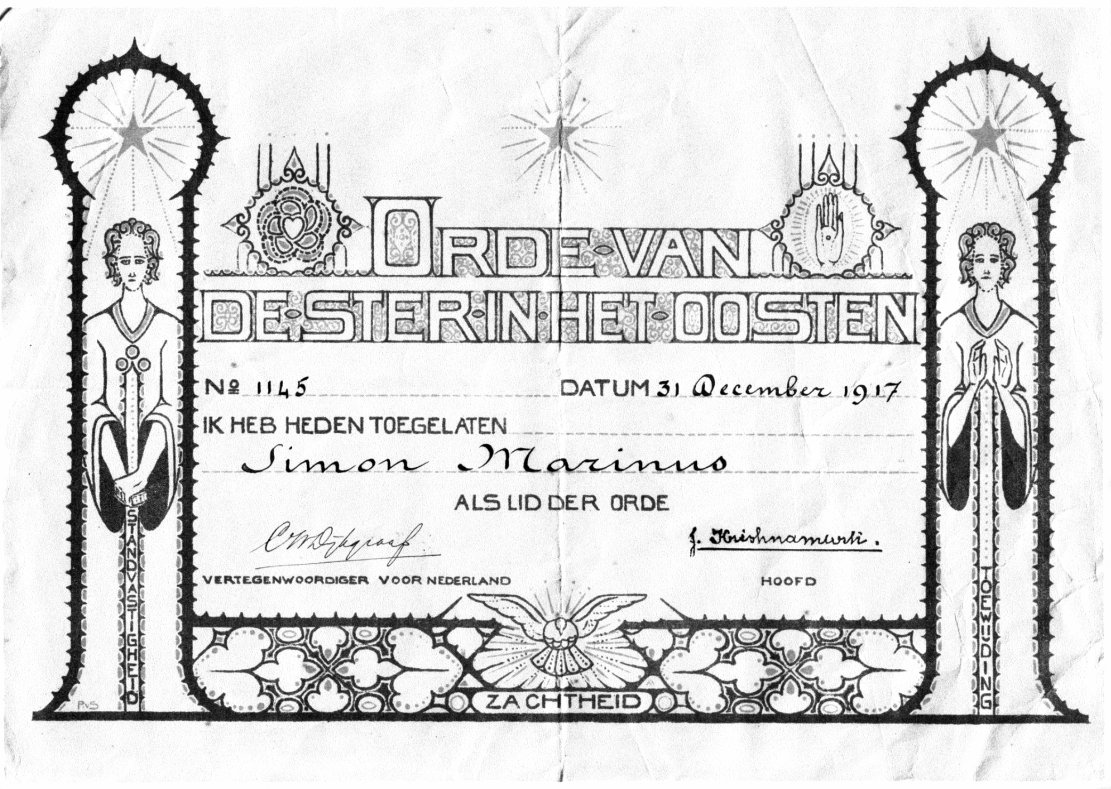
Lidmaatschapskaart van de Orde van de Ster in het Oosten
(zwart-wit kopie)

De Orde van de Ster in het Oosten werd in 1911 opgericht door de leiding van de Theosofische Vereniging te Adyar, om een nieuwe Maitreya, in de persoon van Jiddu Krishnamurti, als nieuwe wereldleraar te promoten. Later werd de naam verkort tot Orde van de Ster. In 1924 droeg Philip baron van Pallandt zijn landgoed Eerde bij kasteel Eerde te Ommen, inclusief havezate Het Laar, over aan de Orde van de Ster. Jaarlijks werden hier de zogeheten Sterkampen gehouden.
Op 3 augustus 1929 heeft Krishnamurti de organisatie opgeheven, omdat hij organisaties schadelijk vond bij het zoeken naar waarheid en vrijheid: "'Waarheid is een land zonder wegen erheen."